# Adam Albert von Neipperg
Adam Albert von Neipperg (*Viena, 8 de abril de 1775 - Parma, 22 de febrero de 1829) fue un  noble, militar y político austriaco.

## Biografía
Perteneciente a la nobleza de origen suabo, fue militar y diplomático que consiguió, al ser Napoleón desterrado en Santa Elena, en el Congreso de Viena, le asignasen de modo vitalicio la administración de los ducados italianos de Parma, Plasencia y Guastalla a la Emperatriz de los Franceses, María Luisa, a la que cortejó y con la que se casó en 1821.

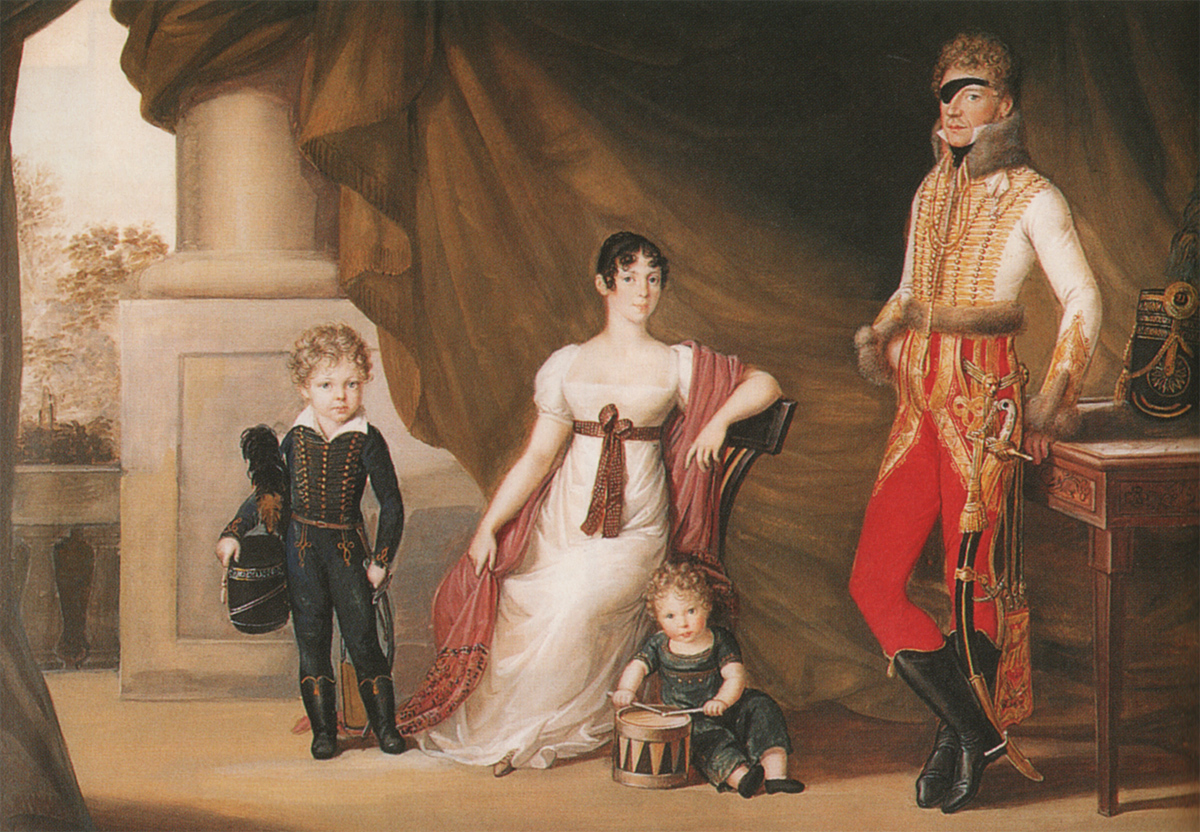
Neipperg con su primera esposa Teresa Pola y sus hijos: Alfredo (izquierda) y Fernando (derecha), pintados por Lanzede en 1810.

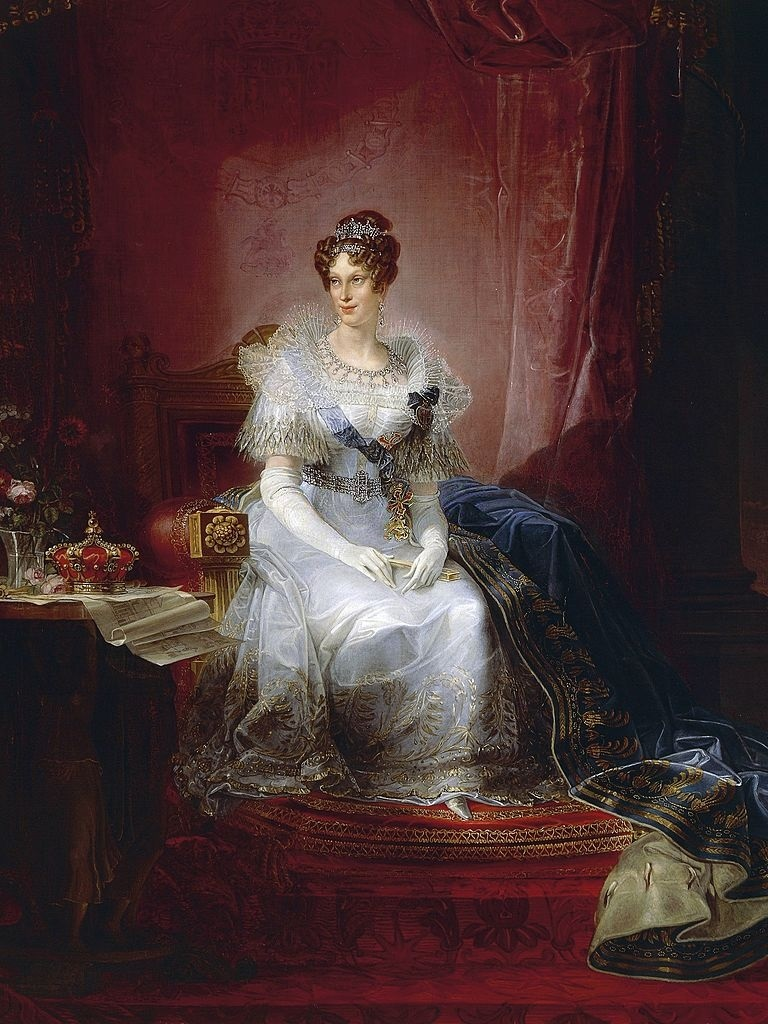
María Luisa de Austria, duquesa de Parma, segunda esposa de Neipperg, por Giovan Battista Borghesi en 1839.

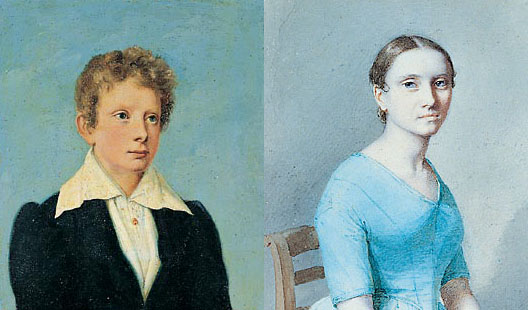
Guillermo y Albertina Montenuovo, hijos de Neipperg y María Luisa de Austria.

Años antes, tuvo cuatro hijos con su primera esposa, la milanesa Teresa Pola. El hijo mayor, conde Alfredo von Neipperg (1807-1865) se casó con la Princesa María de Wurtemberg (hija del rey Guillermo I de Württemberg y Catalina de Rusia). Tuvieron además a Fernando, Gustavo y Erwin. 
En 1793, cuando revistaba como oficial austríaco sirviendo en Bélgica, Neipperg tuvo un enfrentamiento con tropas francesas y perdió su ojo derecho, debiendo usar desde entonces un parche negro. 
Como diplomático estuvo asignado en la embajada austríaca de París donde fue condecorado por Napoleón con la Legión de Honor. En 1811 dirigió la legación de Austria ante la corte sueca y consiguió apartar al Príncipe Bernadotte, Regente de Suecia, de su alianza con Napoleón. Al ser derrotado Napoleón en Leipzig y desterrado a la isla de Elba, la Emperatriz huyó de París y tomó rumbo a Viena, con su hijo el Rey de Roma: el general Neipperg fue asignado para dirigir su protección como comandante de la escolta. A partir de este momento su carácter donjuanesco le hizo ganarse la amistad de la Emperatriz y ya la acompañaría hasta su muerte. En 1815 combatió como comandante de una división al rey de Nápoles, Joaquín Murat, contribuyendo significativamente a su derrota en Tolentino y el abandono del trono napolitano definitivamente.
Neipperg acompañó a la Emperatriz María Luisa al Ducado de Parma y colaboró en su administración. Tuvo con la Emperatriz dos hijos ilegítimos, que le sobrevivieron, apellidados Montenuovo: Albertina María (1817-1867), que casó con Luigi Sanvitale, Conde de Fontanellato y Guillermo Alberto, Conde de Montenuovo, luego creado Príncipe de Montenuovo (1819-1895), que casó con la Condesa Juliana Batthyány von Németújvár. 
Cuatro meses después de la muerte de Napoleón en Santa Elena, el 5 de mayo de 1821, estando ya ambos viudos, Neipperg y la emperatriz contrajeron matrimonio el 7 de septiembre de 1821 en el Castillo de Sala, en Parma. El matrimonio tuvo dos hijos más: Matilde en 1822 y Gustavo en 1823. 
A la muerte de Neipperg en 1829, la Emperatriz María Luisa casó de nuevo morganáticamente con el administrador que le fue asignado nuevamente desde la corte vienesa, el conde Charles René de Bombelles.

## Órdenes y empleos

### Órdenes

#### Ducado de Parma
- Sagrada Orden Militar Constantiniana de San Jorge. 
  - Gran condestable.[1]
  - Caballero gran cruz de justicia.[1]

#### Imperio de Austria
- Comendador de la Orden Militar de María Teresa.[1]

#### Extranjeras
- Caballero gran cruz de la Orden de la Espada.[1] (Reino de Suecia)
- Caballero de primera clase de la Orden de Santa Ana.[1] (Imperio Ruso)
- Caballero de cuarta clase de la Orden de San Jorge.[1] (Imperio Ruso)
- Caballero gran cruz de la Orden de los Santos Mauricio y Lázaro.[1] (Reino de Italia)
- Caballero gran cruz de la Orden de San Fernando y el Mérito.[1] (Reino de las Dos Sicilias)

### Empleos
- Consejero Íntimo Actual del S.M.I. y A.[1]
- Teniente mariscal del Éjercito Imperial y Real.[1]
- Segundo Coronel propietario (Inhaber) del Regimiento de Húsares n.º 3 del Éjercito Imperial y Real.[1]
- Presidente del Departamento Militar del Ducado de Parma.[1]
- Encargado de Asuntos Exteriores del Ducado de Parma.[1]